# Neodymi(III) nitrat
Neodymi(III) nitrat là một hợp chất vô cơ có công thức hóa học Nd(NO3)3. Nó thường được biết đến dưới dạng hexahydrat, Nd(NO3)3·6H2O, còn được viết dưới dạng cấu tạo [Nd(NO3)3(H2O)4]·2H2O dựa trên cấu trúc tinh thể. Nó phân hủy thành NdONO3 ở nhiệt độ cao. Muối hòa tan trong nước này được sử dụng trong chế tạo pin nhiên liệu oxide rắn dựa trên perovskit (CaTiO3), tổng hợp vanadi pentoxide pha tạp Nd3+ sử dụng trong các siêu tụ điện và làm chất xúc tác cho quá trình tổng hợp bề mặt Friedlander quinolon biến tính để ứng dụng trong hóa dược.